# Szederbor
A szederbor a nevét adó tüskétlen szederből (Rubus rusticanus var. inermis) készült bornemű szeszesital.

## Jellemzése
A szeder nagyon szép színeződésű, kellemes zamatú bort ad. Csak teljesen érett állapotban dolgozzuk fel. Fontos megjegyezni, hogy bornak csak a nemesített verziót szokták alkalmazni. Egyes vidékeken a szedret keverik az eperfa termésével.

## Recept

### Asztali szederbor
Előerjesztés után a kapott lé mennyiség 80%, vagyis kb. 1,25 kg gyümölcsből lesz 1 liter lé. Savtartalma 8 ezrelék, ezért hígítani nem szabad. A cukorhozzáadással járuló hígulás is már savcsökkentést eredményez, ami a borbetegségek forrása. Cukortartalma 2 térfogatszázalék alkoholt biztosít, tehát 11 térfogatszázalék alkoholtartalmú asztali szederbor előállításához még 9 térfogatszázalék alkohol tartalomnak megfelelő cukormennyiséget kell hozzáadnunk,  vagyis literenként  180g-ot.

### Csemege szederbor
Csemege szederbor készítésekor inkább csak 14 térfogatszázalék alkohol előállításra törekedjünk, hogy a cukor általi hígulás minél kisebb mérvű legyen. Ebben az esetben 240g-ot adagolunk az ismert módon. Így is különös gondot fordítsunk a tökéletes erjedésre.
A szederbor készítése megér  minden fáradozást, mert nemcsak gyógybor, de kiváló élvezeti ital is.  A harmadik-negyedik évben válik a legértékesebbé.